# Alberto Ezcurra Medrano
 Alberto Ezcurra Medrano fue un historiador y teórico nacionalista argentino.
Uno de los pensadores más importantes del nacionalismo argentino, Ezcurra defendió un orden social basado en el catolicismo político y el corporativismo económico. Su hijo Alberto Ezcurra Uriburu se convertiría más adelante en una de las figuras políticas más importantes de la extrema derecha argentina como líder del Movimiento Nacionalista Tacuara. 

## Biografía
Alberto Ezcurra Medrano nació en una familia aristocrática de la ciudad de Buenos Aires en 1909. Su familia estaba emparentada con Encarnación Ezcurra, esposa del caudillo argentino Juan Manuel de Rosas e importante figura política del siglo XIX.
Se desempeñó como profesor de historia en el Colegio Nacional de Buenos Aires y obtuvo un amplio reconocimiento intelectual gracias a sus estudios sobre la Confederación Argentina y la situación de la Iglesia católica bajo el rosismo. En 1939 Ezcurra fundó el Instituto de Investigaciones Históricas Juan Manuel de Rosas para promover el revisionismo histórico en Argentina.
Ezcurra también se destacó como escritor para numerosas revistas y periódicos nacionalistas como La Nueva República, Baluarte, Crisol y Nueva Política.
Tuvo siete hijos, de los cuales tres fueron sacerdotes.

## Ideología
Ezcurra adhirió al Nacionalismo argentino, una corriente ideológica vagamente definida que enfatizaba el rol político de la Iglesia católica, el reaccionarismo y la admiración por la Edad Media, el corporativismo y el autoritarismo . Sus ideas eran cercanas a las del sacerdote argentino Julio Meinvielle, pese a ser menos pragmáticas y más idealistas.
Ezcurra resumió su ideología en proponer "un gobierno fuerte y un régimen corporativo como reacción contra el individualismo liberal". Consideraba el nacionalismo como una "exaltación de los valores morales como reacción contra el ateísmo, internacionalismo y el materialismo marxista", que sin embargo debía ser regulado por la doctrina católica para cumplir su misión y evitar caer en el totalitarismo.
Defensor del integrismo católico, Ezcurra apoyaba la doctrina de las dos espadas e idealizaba la Edad Media como un punto cúspide de la civilización occidental marcado por la armonía y el orden social. Según su visión, Occidente habría atravesado una decadencia progresiva desde la Reforma y la Ilustración que debía revertirse mediante el restablecimiento de una relación adecuada entre Iglesia y Estado.
Consideraba que la identidad nacional y la historia argentina estaban inherentemente ligadas al catolicismo, a pesar del proceso de gradual decadencia que habría experimentado desde la caída de Juan Manuel de Rosas . Ezcurra entendía al nacionalismo argentino como esencialmente unido al catolicismo político y el panhispanismo, sosteniendo una perspectiva tradicionalista basada en restaurar un supuesto orden social cristiano perdido que devolvería a Argentina su verdadero carácter nacional.
Ezcurra tuvo una compleja relación ideológica con los movimientos fascistas y autoritarios europeos. Simpatizaba críticamente con el régimen de Mussolini en Italia y admiraba al franquismo y al Estado Novo portugués, aunque fue duramente contrario al nacionalsocialismo, que consideraba una consecuencia "neopagana" y "anticristiana" de la Reforma Protestante.

## Obras principales
- Las otras Tablas de Sangre (1934)[18]
- Catolicismo y nacionalismo (1936)[19]
- La independencia del Paraguay: historia de una desmembración argentina (1941)[1]
- Sarmiento masón (1952)[1]
- Historia del Anticristo (1990)[1]